# Wail al-Shehri
Pour les articles homonymes, voir al-Shehri.

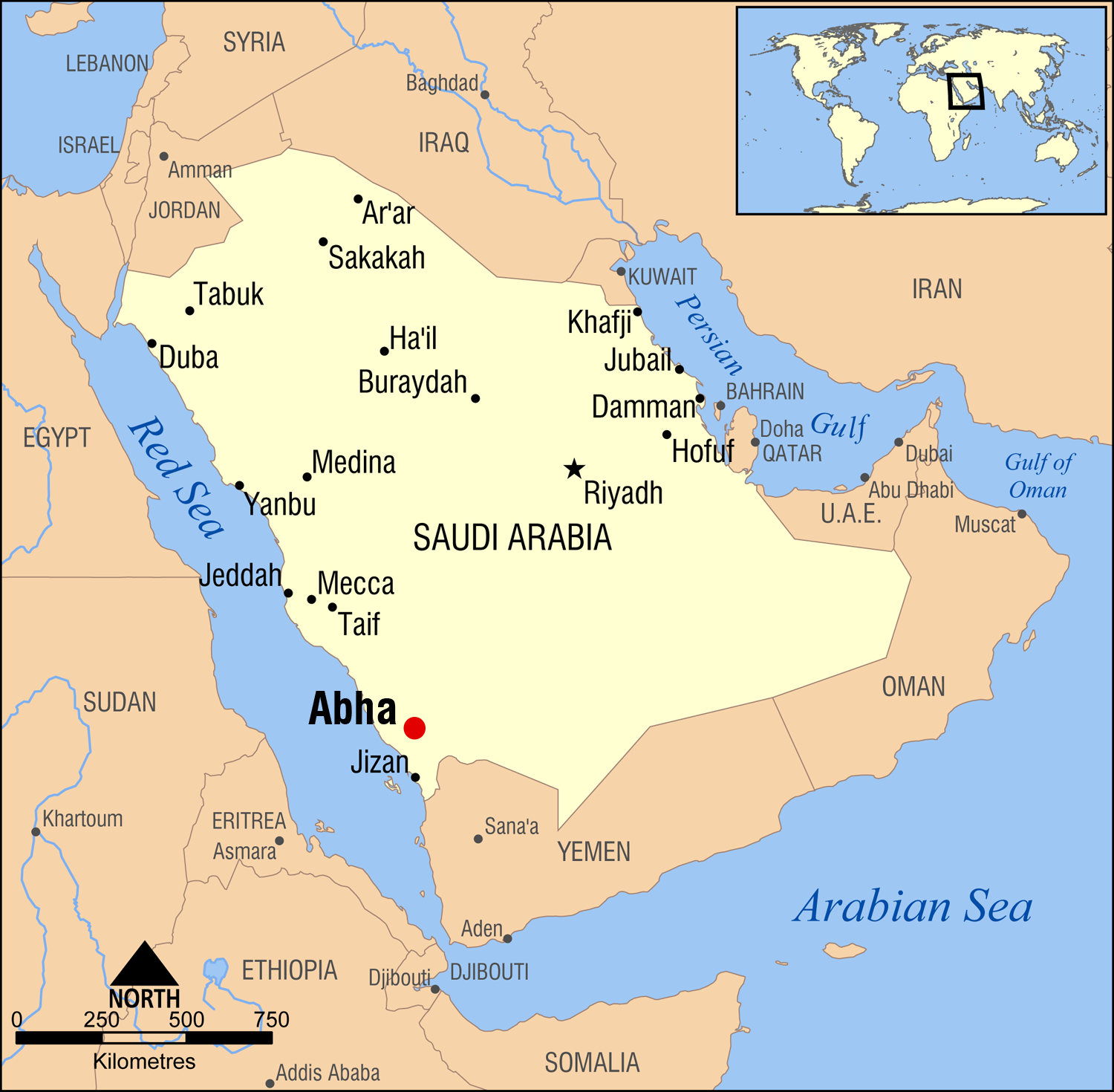

Wail al-Shehri (en arabe : وائل الشهري), né le 31 juillet 1973 dans la province de l'Asir en Arabie saoudite et mort le 11 septembre 2001 à Manhattan aux États-Unis, est un membre d'Al-Qaïda et l'un des pirates de l'air du vol American Airlines 11, qui a été détourné pour s'écraser dans la première tour du World Trade Center dans le cadre des attentats du 11 septembre 2001. Son frère, Waleed al-Shehri, fait aussi partie des terroristes du vol 11.

## Attentats du 11 septembre 2001
Le 11 septembre, il embarqua à bord du vol American Airlines 11 et s'assit en siège 2A. Un quart d'heure après le décollage, il participa au détournement de l'avion, en poignardant les hôtesses de l'air Karen Martin et Barbara Arestegui. Mohammed Atta prit les commandes de l'avion qui s'écrasa contre la tour Nord du World Trade Center à 8 h 46.